# أندريه
أندريه (الكورية: 안드리 루이스 아우베스 산투스) هو لاعب كرة قدم برازيلي وكوري الجنوبي، ولد في 16 نوفمبر 1972 في البرازيل. لعب مع أتلتيكو براغانتينو وبورتوغيزا سانتيستا وكينغداو جونون ونادي سانتوس ونادي سول.

## وصلات خارجية
- أندريه على موقع أرشيف الشارخ.
- أندريه على موقع دوري كوريا الجنوبية (الإنجليزية)
- أندريه على موقع Soccerway.com (الإنجليزية)